# 烟坪乡
烟坪乡原属湖南省资兴市所辖乡，2012年4月撤销。撤销前的烟坪乡行政区划代码431081212，下辖8行政村和1社区（烟坪社区）。原烟坪乡所辖的烟坪（含烟坪社区）、顶辽、大坪、燕窝、双江、坳头、杨公塘7个行政村成建制划归州门司镇；兰洞村成建制划归青腰镇。

## 历史沿革
原名烟竹坪，相传此地为一块烟竹林，后垦为良田得名。1949年属三区，1956年撤区并乡后去“坪”字为村、乡名。1958年与烟坪乡合并为跃进公社，1961年析置烟坪公社。1984年改为烟坪乡一直沿用，乡政府驻烟坪，2012年撤销前行政区划代码431081212。